# Montipouret
Montipouret é uma comuna francesa na região administrativa do Centro, no departamento Indre. Estende-se por uma área de 28,56 km². Em 2010 a comuna tinha 571 habitantes (densidade: 20 hab./km²).